# Daisy Johnson
Daisy Louise Johnson, detta "Skye", nota anche come Quake, è un personaggio dei fumetti, creato da Brian Michael Bendis (testi) e Gabriele dell'Otto (disegni), pubblicato dalla Marvel Comics. La sua prima apparizione avviene in Secret War (vol. 1) n. 2 (luglio 2004).
Superagente dello S.H.I.E.L.D. dotata di poteri sismici, Quake è la figlia illegittima del supercriminale Mister Hyde; addestrata personalmente da Nick Fury e divenuta la sua più fidata discepola, la ragazza è stata messa a capo della squadra dei Secret Warriors e, per un certo periodo, ha militato nei Vendicatori. Successivamente sono stati integrati al personaggio alcuni aspetti della sua trasposizione televisiva, tra cui le discendenze inumane da parte di madre.
Il suo aspetto è stato basato sulle fattezze di Kate Libby, il personaggio interpretato da Angelina Jolie nel film del 1995 Hackers.

## Biografia del personaggio

### Origini
Nata a New Orleans, Louisiana, dal supercriminale Calvin Zabo (Mister Hyde) e della prostituta Lara Kim Bundises, di cui era cliente abituale, Daisy viene data in adozione dalla madre a Gregory e Janet Sutter, una coppia amorevole che spera possa darle un futuro migliore; i due la crescono come fosse loro ribattezzandola Cory Sutter. Diversi anni dopo, ormai adolescente, Cory tenta di rubare dei CD da un negozio e, quando viene scoperta dal proprietario, attiva per la prima volta i suoi poteri generando un terremoto.
Sospettata di essere una mutante viene prelevata dallo S.H.I.E.L.D. e interrogata dal direttore Fury, che la informa della vera identità dei genitori proponendole di entrare nell'organizzazione spionistica e utilizzare i suoi poteri per un giusto fine.
Da allora, la ragazza sviluppa una lealtà ed una fiducia totale per l'uomo, che per lei diviene una sorta di figura paterna; inoltre diviene un'agente S.H.I.E.L.D. tanto abile da venire insignita del livello 10 a soli 17 anni. I soli altri detentori del suddetto livello sono Fury e la Vedova Nera.
Viene poi premiata, e dopo circa 40 anni riscontra i suoi veri genitori che non la accettano per paura di lei.

### Guerra segreta
Durante la guerra segreta contro Latveria, Fury la inserisce in un gruppo composto da supereroi come Capitan America, Wolverine, Devil, l'Uomo Ragno, Luke Cage e la stessa Vedova Nera. Grazie al suo intervento Lucia Von Bardas viene definitivamente sconfitta e New York salvata dalla distruzione; tuttavia tale azione porta all'allontanamento di Fury dallo S.H.I.E.L.D. e il suo rimpiazzo, Maria Hill, sospende Daisy dal servizio attivo proprio a causa della lealtà di quest'ultima verso il precedente direttore.
Qualche tempo dopo, mentre i Nuovi Vendicatori si trovano a combattere a Genosha contro Magneto (ripotenziato dopo i fatti dell'M-Day), Capitan America ordina a Maria Hill di reintegrare l'agente Johnson e farla intervenire. È proprio grazie a Daisy che Magneto viene sconfitto, ma i Nuovi Vendicatori non le permettono di unirsi al team.

### Secret Warriors
Dopo l'invasione segreta degli Skrull, Daisy viene nuovamente contattata da Fury ed incaricata di formare una squadra di superagenti segreti mettendo assieme i discendenti di vari supereroi e supercriminali: i "Secret Warriors".
Tale squadra, denominata Bianca (Team White), è composta da sei elementi: J.T. James (Hellfire), Alexander Aaron (Phobos), Yo-Yo Rodriguez (Slingshot), Sebastian Druid (Druido), Jerry Sledge (Stonewall) e Eden Fesi (Manifold).
L'eterogeneo gruppo diviene ben presto una sorta di famiglia per Daisy, in particolare il piccolo Phobos, per il quale diviene una specie di sorella maggiore, e Hellfire, suo coetaneo con cui inizia una relazione sentimentale. Nel corso della guerra terroristica tra le forze di HYDRA, Leviathan e l'organizzazione di Fury, J.T. perde la vita nell'attacco finale a Gehenna, la base operativa di von Strucker in Australia, e Daisy scopre da Fury che in realtà stava facendo il doppio-gioco coi terroristi.

### Ritorno allo S.H.I.E.L.D.
Dopo aver preso parte all'assedio di Asgard ed agli eventi della guerra del Serpente; Daisy viene nominata nuova direttrice del rinato S.H.I.E.L.D. da Capitan America in persona. Sotto il suo mandato vengono reclutati Marcus Johnson (figlio di Nick Fury) e "Cheese" Coulson, nonché John Garrett. Tuttavia dopo aver commissionato l'omicidio di uno dei massimi funzionari dell'AIM, viene rimossa dal suo incarico per aver infranto il protocollo e sostituita da Maria Hill.
Scomparsa dai radar, Daisy collabora col Soldato d'Inverno e con Mimo a diverse missioni segrete. In seguito entra a far parte della divisione di Coulson, cosa che la porta a conoscere finalmente suo padre, Mister Hyde, sebbene la natura deviata del criminale la porti ad allontanarsene nuovamente poco dopo.

## Poteri e abilità
Daisy Johnson è in grado di generare potenti vibrazioni simili a quelle rilevate durante i terremoti e, nonostante tale potere sia classificato come di livello 7 da Nick Fury, non deriva dal Gene-X dei mutanti ma da un'alterazione genetica trasmessale dal DNA dei genitori: il padre ha nel suo corredo genetico varie sostanze chimiche, mentre la madre ha lontane discendenze inumane. La ragazza detiene il completo controllo di tale potere, essendo in grado di servirsene anche per far esplodere il cuore di un individuo e, inoltre, è completamente immune agli effetti nocivi delle vibrazioni che produce.
Oltre a tutto ciò, Daisy è una spia finemente addestrata, una dei migliori agenti dello S.H.I.E.L.D., una leader eccellente, un'abile combattente corpo a corpo, un'ottima ingannatrice, un'esperta nell'uso delle armi da fuoco ed è dotata di schermi psichici che la proteggono dagli attacchi telepatici. Durante la guerra segreta ha inoltre fatto conoscenza con numerose personalità supereroistiche che, a suo dire, le hanno insegnato molto.

## Altre versioni

### Age of Ultron
Nella realtà distopica di Age of Ultron Daisy Johnson è un membro della resistenza.

### Ultimate
Nell'universo Ultimate Quake, assieme a Tigra, Wonder Man e Visione è un membro degli Ultimates della Costa Ovest (prototipo degli Ultimates ufficiali). In tale versione essa è un'ex-cadetta dello S.H.I.E.L.D. espulsa dopo essersi ribellata agli abusi sessuali di un superiore.

## Altri media

### Film
- Quake compare nel film d'animazione Marvel Rising - Secret Warriors (2018).

### Televisione

Daisy "Skye" Johnson, alias Quake, interpretata da Chloe Bennet nella serie televisiva Agents of S.H.I.E.L.D..

- Daisy Johnson compare in due episodi della serie animata Avengers - I più potenti eroi della Terra.
- Nella serie televisiva del Marvel Cinematic Universe Agents of S.H.I.E.L.D., Chloe Bennet interpreta Skye, una hacktivista civile reclutata nello S.H.I.E.L.D. da Phil Coulson che, nel corso della prima stagione, diventa una agente a tutti gli effetti.[24] Il suo passato, a lungo avvolto nel mistero, viene rivelato nella seconda stagione, in cui si scopre che il suo vero nome è Daisy Johnson, figlia del dottor Calvin Zabo e di Jiaying, una donna inumana dal cui lignaggio ottiene, dopo l'esposizione alle Nebbie Terrigene, il potere di generare onde sismiche.[25][26]

### Videogiochi
- Quake è un personaggio giocabile in Marvel: Avengers Alliance
- Il personaggio compare in Marvel Puzzle Quest.
- In Marvel Future Fight, Quake è un personaggio giocabile.
- La versione televisiva di Daisy Johnson compare nel videogioco LEGO Marvel's Avengers.[27]
- Quake è un personaggio giocabile in Marvel: Sfida dei campioni.
- Quake è un personaggio giocabile in Marvel: Avengers Academy.
- Daisy Johnson appare in Marvel Heroes.
- Quake è un personaggio giocabile in Marvel Snap